# 하세키 술탄

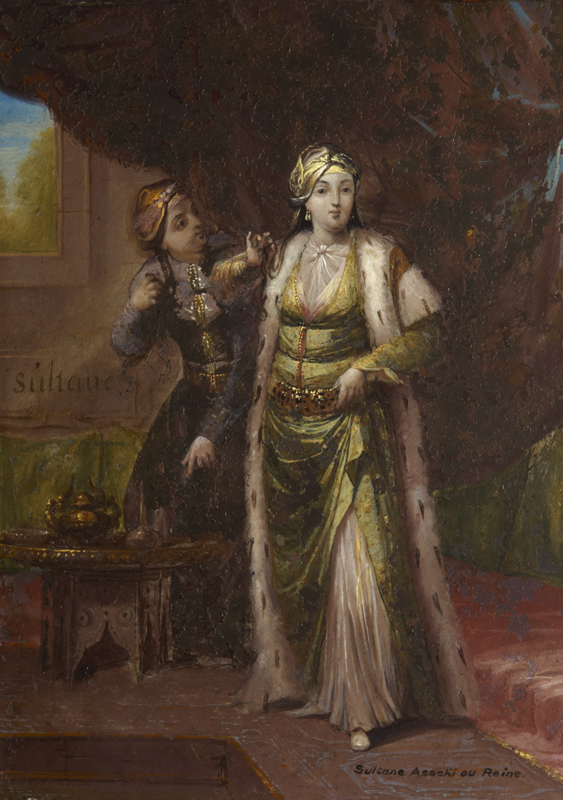

하세키 술탄(오스만 튀르크어: خاصکى سلطان, 튀르키예어: Ḫāṣekī Sulṭān [haseˈci suɫˈtaːn][*])은 오스만 제국의 술탄의 하렘의 빈첩들 중 으뜸에게 주어진 작위다. "하세키 술탄"이란 "술탄에게만 속한 자"라는 뜻이다. 최초의 하세키 술탄은 쉴레이만 1세의 첩이었던 휘렘 술탄(록셀라나)이다. 휘렘 술탄이 하세키 술탄이 되기 전까지 오스만 술탄의 첩들은 다 똑같은 첩이었고, 차기 술탄이 즉위했을 때 그 차기 술탄의 어머니만이 발리데 술탄(태후)가 되었다.
하세키 술탄이라는 작위는 17세기에만 사용되었다. 18세기에는 바슈카딘에펜디라는 작위가 하세키 술탄을 대체했다.
하렘의 빈첩들은 기본적으로 전쟁포로로 끌려온 술탄의 노예 신분이었고, 하세키 술탄 역시 그들 중 하나였기 때문에 많은 경우 출신과 휘가 불분명하다.

## 역대 하세키 술탄
| 작호                         | 휘                                                                                              | 출신                                    | 퇴위                       | 사망             | 부군         |
| ---------------------------- | ----------------------------------------------------------------------------------------------- | --------------------------------------- | -------------------------- | ---------------- | ------------ |
| 휘렘 술탄 خُرَّم سلطان          | 알렉산드라 리소프스카 (Aleksandra Lisowska)                                                     | 루테니아인. 정교회 사제의 딸            | 1558년 4월 15일            | 1558년 4월 15일  | 쉴레이만 1세 |
| 누르바누 술탄 نور بانو سلطان | 체칠리아 베니에르바포(Cecilia Venier-Baffo) 또는 라헬(Rachel) 또는 칼레 카르타노(Kalē Kartanou) | 베네치아 귀족 또는 유대인 또는 그리스인 | 1574년 12월 15일 부군 훙서 | 1583년 12월 7일  | 셀림 2세     |
| 사피예 술탄 صفیه سلطان       | 소피아(Sofia)                                                                                   | 알바니아인                              | 1595년 1월 15일 부군 훙서  | 1618년 11월 10일 | 무라트 3세   |
| 쾨셈 술탄 قسّم سلطان          | 아나스타시아(Anastasia)                                                                         | 그리스인. 티노스섬 사제의 딸            | 1617년 11월 22일 부군 훙서 | 1651년 9월 3일   | 아흐메트 1세 |
| 아이셰 술탄 عایشه سلطان      |                                                                                                 | 불명                                    | 1622년 5월 10일 부군 훙서  | 1640년 이후      | 오스만 2세   |
| 아이셰 술탄 عایشه سلطان      |                                                                                                 | 불명                                    | 1640년 2월 8일 부군 훙서   | 1680년           | 무라트 4세   |
| 투르한 술탄 ترخان سلطان      | 불명                                                                                            | 러시아인                                | 1648년 8월 12일 부군 훙서  | 1683년 7월 5일   | 이브라힘 1세 |
| 무아제즈 술탄                |                                                                                                 | 불명                                    | 1648년 8월 12일 부군 훙서  | 1687년           | 이브라힘 1세 |
| 아슈브 술탄                  |                                                                                                 | 불명                                    | 1648년 8월 12일 부군 훙서  | 1689년 12월 4일  | 이브라힘 1세 |
| 아이셰 술탄                  | 아이셰(Ayşe)                                                                                    | 크림 타타르인                           | 1648년 8월 12일 부군 훙서  |                  | 이브라힘 1세 |
| 마히엔베르 술탄              |                                                                                                 | 체르케스인                              | 1648년 8월 12일 부군 훙서  |                  | 이브라힘 1세 |
| 사치바글리 술탄              | 레이아(Leyla)                                                                                   | 체르케스인                              | 1648년 8월 12일 부군 훙서  | 1694년           | 이브라힘 1세 |
| 슈이베카르 술탄              | 메리옘(Meryem)                                                                                  | 아르메니아인                            | 1648년 8월 12일 부군 훙서  |                  | 이브라힘 1세 |
| 휘마샤 술탄 ھما شاہ سلطان    |                                                                                                 | 체르케스인                              | 1648년 8월 12일 부군 훙서  | 1672년           | 이브라힘 1세 |
| 귈누슈 술탄 کلنوش سلطان      | 에브마니아 보리아 (Evmania Voria)                                                               | 그리스인                                | 1687년 11월 8일 부군 폐위  | 1715년 11월 6일  | 메흐메트 4세 |
| 라비아 술탄                  | 불명                                                                                            | 룸 밀레트                               | 1695년 2월 6일 부군 폐위   | 1712년 1월 14일  | 아흐메트 2세 |

## 같이 보기
- 하렘